# Julius Berends

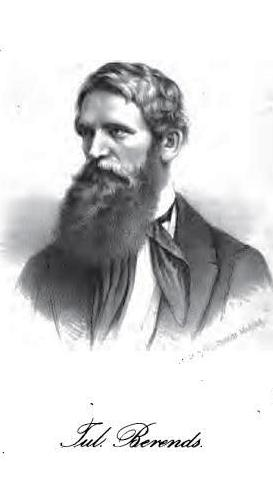
Julius Berends

Julius Berends (* 30. April 1817 in Kyritz; † 17. Juni 1891 in Frauenfeld, Schweiz) war ein deutsch-amerikanischer demokratischer Politiker und politischer Publizist.

## Leben
Berends hatte ursprünglich Theologie studiert. Er musste allerdings die Hoffnung auf eine kirchliche oder schulische Stelle aufgeben, da er seine Probepredigt, die das zuständige Konsistorium für kommunistisch hielt, hat drucken lassen. Stattdessen wurde Berends Lehrer im Handwerkerverein von Berlin. Er erlernte außerdem das Buchdruckerhandwerk. Für die Eröffnung einer eigenen Werkstatt benötigte er allerdings das Berliner Bürgerrecht. Da auch seine Tätigkeit als Lehrer im Handwerksverein als zu stark politisch angesehen wurde, kam es zu einer stillschweigenden Einigung. Berends gab seine Lehrtätigkeit auf und erhielt im Gegenzug das Berliner Bürgerrecht. Seine berufliche Basis bildete seither die Teilhaberschaft an der Buchdruckerei von Eduard Krause. Von dieser materiellen Basis aus wurde er 1847 Mitglied der Berliner Stadtverordnetenversammlung. Während der Märzrevolution nahm er an den Barrikadenkämpfen vom 18. März 1848 teil. Im Jahr 1848 wurde Berends als demokratisch gesinnter Abgeordneter in die preußische Nationalversammlung gewählt. Als solcher stellte er am 8. Juni 1848 einen Antrag, die Nationalversammlung möge beschließen, „in Anerkennung der Revolution zu Protokoll zu erklären, dass die Kämpfer des 18. und 19. März sich wohl ums Vaterland verdient gemacht hätten.“ Der Antrag wurde zwar abgelehnt, hat aber doch erheblich zum Ende der Regierung von Ludolf Camphausen beigetragen. Nach der Auflösung der Nationalversammlung zog er 1849 auch in die zweite Kammer des preußischen Landtages ein und blieb bis zu deren Auflösung einige Zeit später der Vorsitzende der Berliner Volkspartei. Als die inzwischen antirevolutionäre Regierung den Belagerungszustand in Berlin verhängte, gehörte Berends neben Benedikt Waldeck, Johann Jacoby und anderen zu denjenigen Abgeordneten, die im Parlament mit Erfolg die Aufhebung des Belagerungszustandes beantragten. Das Abgeordnetenhaus folgte dem Antrag. Dies war der Auslöser für die auf den 27. April 1849 datierte Auflösung der zweiten Kammer. Bei der militärischen Durchsetzung wurde Berends durch einen Soldaten mit einem Bajonett angegriffen, erlitt aber keine Verletzungen. Berends emigrierte nach kurzer Verhaftung 1853 in die Vereinigten Staaten. In Amerika arbeitete er zunächst als Kaufmann in San Antonio (Texas). Später gründete er eine deutsch-englischen Schule. Ab 1861 war Berends amerikanischer Staatsbürger. Im Jahr 1875 kehrte er nach Preußen zurück. In den achtziger Jahren emigrierte er in die Schweiz, wo er auch starb.

## Schriften
- Vorträge über Vergnügen und öffentliche Feste. Gehalten im Berliner Handwerker-Verein. Berlin 1846
- Hebung der Noth der arbeitenden Klassen. Leipzig 1845
- Was wir wollen: eine Beleuchtung der beiden Berliner Proteste. Berlin 1845
- Keine Gewissensfreiheit ohne Lehrfreiheit in der Kirche. Berlin 1845.
- Politisches Glaubensbekenntniss. Berlin 1848
- Jesus bei den Zöllnern und Sündern. Predigt über Lucä 15, 1-10 gehalten als Wahlpredigt zu Lindow, Sonntag den 23. Juni 1844. Leipzig 1844